# Membranipora
Genre
Membranipora est un genre de bryozoaires de la famille des Membraniporidae regroupant des croûtes de dentelle.

## Liste d'espèces
Selon World Register of Marine Species (31 mars 2016) :
- Membranipora arcifera Canu & Bassler, 1929
- Membranipora bartschi Canu & Bassler, 1929
- Membranipora conjunctiva Zhang & Liu, 1995
- Membranipora dorbignyana Canu, 1900 †
- Membranipora eriophoroidea Liu, 1992
- Membranipora falsitenuis Liu, 1992
- Membranipora hugliensis Robertson, 1921
- Membranipora hyadesi Jullien, 1888
- Membranipora inornata Hincks, 1881
- Membranipora limosoidea Liu, 1991
- Membranipora lingdingensis Liu & Li, 1987
- Membranipora malaccensis d'Orbigny, 1853
- Membranipora membranacea (Linnaeus, 1767)
- Membranipora pachytheca Osburn, 1950
- Membranipora paragrandicella Liu & Ristedt, 2000?
- Membranipora parasavartii Liu, 1999
- Membranipora paulensis (Marcus, 1937)
- Membranipora puelcha (d'Orbigny, 1842)
- Membranipora pulchella (Canu & Bassler, 1930)
- Membranipora raymondi Hayami, 1975
- Membranipora rustica Florence, Hayward & Gibbons, 2007
- Membranipora similis Liu, 1992
- Membranipora tenella Hincks, 1880
- Membranipora tenuis Desor, 1848
- Membranipora triangularis Winston & Hakansson, 1986
- Membranipora tuberculatoidea Liu, 1999
- Membranipora villosa Hincks, 1880
- Membranipora virgata (Canu & Bassler, 1929)